# Taiwanesisk sångfnittertrast
Taiwanesisk sångfnittertrast (Garrulax taewanus) är en fågel i familjen fnittertrastar inom ordningen tättingar.

## Utseende och läte
Taiwanesisk sångfnittertrast är en lätt streckad brun sångfågel med tydlig ljusa ögon. Kinesisk sångfnittertrast, som har förts in till Taiwan, har ostreckat huvud, mörka ögon och ett tydligt blått streck bakom ögat. Som namnet avslöjar är taiwanesisk sångfnittertrast en framstående sångare, men härmar olikt den kinesiska släktingen inte andra arter. 

## Utbredning och systematik
Fågeln förekommer enbart på Taiwan. Tidigare behandlades tawainesisk och kinesisk sångfnittertrast (G. canorus) som en och samma art, sångfnittertrast. Vissa gör det fortfarande.

## Status
Arten har ett relativt litet utbredningsområde och beståndet uppskattas till 10 000 individer. Den tros också minska relativt kraftigt i antal till följd av hybridisering med kinesisk sångfnittertrast. Internationella naturvårdsunionen IUCN kategoriserar arten som nära hotad.